# Краковецкая, Мария Демьяновна
Мария Демьяновна Краковецкая (1 января 1921 — 4 апреля 2007) — передовик советского сельского хозяйства, звеньевая колхоза имени Сталина Ружичнянского района Каменец-Подольской области Украинской ССР, Герой Социалистического Труда (1948).

## Биография
Родилась 1 января 1921 года в селе Ружичанка, Малинической волости Подольской губернии. Украинка. В возрасте двух лет осталась без матери, а в 14 лет потеряла отца и стала круглой сиротой. Окончила 7 классов школы.
До начала войны трудилась в колхозе на разных работах. Во время войны находилась на оккупированной территории. Супруг вернулся с фронта в 1944 году инвалидом. Мария участвовала в восстановлении хозяйства, работала в поле и на ферме.
После войны трудилась звеньевой колхоза имени Сталина Ружичнянского района Каменец-Подольской области. Её звено выращивало различные зерновые культуры.
По итогам 1947 года её звено получило высокий урожай ржи. На площади 8,3 гектара получено 31,35 центнера ржи с гектара.
Указом Президиума Верховного Совета СССР от 16 февраля 1948 года за получение высоких урожаев ржи в 1947 году Марии Демьяновне Краковецкой было присвоено звание Героя Социалистического Труда с вручением ордена Ленина и золотой медали «Серп и Молот».
Продолжала работать в колхозе звеньевой. по итогам 1948 года её звено получило по 470 центнеров сахарной свёклы с гектара. Работала до выхода на пенсию. Персональный пенсионер всесоюзного значения.
Жила в родном селе Ружичанка. Умерла 4 апреля 2007 года.

## Награды
За трудовые и боевые заслуги была удостоена:
- золотая звезда «Серп и Молот» (16.02.1948)
- орден Ленина (16.02.1948)
- другие медали.